# Lithostege parva
Lithostege parva là một loài bướm đêm trong họ Geometridae.